# Kukșa al Odesei
Sfântul Kukșa de Odesa, născut Kosma Veliciko, (n. 12/25 ianuarie1875, Arbuzînka, Gubernia Herson, Imperiul Rus - d. 24 decembrie 1964, Odesa, RSS Ucraineană, URSS) a fost un sfânt modern canonizat de Biserica Ortodoxă Ucraineană, în 1995. Sfântul Kukșa a făcut parte din familia lui Chiril și Haritina care a trăit în Ucraina (pe atunci parte a Imperiului Rus) și a avut mai mulți copii. 
A locuit mai mulți ani la Mănăstirea Sfântul Apostol Ioan Teologul din Crișceatec, în Bucovina de Nord.